# Manuel Ier de Trébizonde
Pour les articles homonymes, voir Manuel Ier.
Manuel  Ier de Trébizonde ou Manuel Ier Grand Comnène (en grec : Μανουήλ Αʹ Μέγας Κομνηνός, né en 1218, mort en mars 1263) fut empereur de Trébizonde de 1238 à sa mort.

## Son règne
Malgré ses bonnes capacités militaires, Trébizonde resta sous son règne le vassal de l'empire seldjoukide ; après la la défaite turque de 1243, il se reconnut vassal des Mongols. Les forces de Trébizonde servirent d'ailleurs dans les armées du sultan seldjoukide. 
En 1253, Manuel communiqua avec le roi Louis IX de France, avec qui il espérait mettre en place une croisade contre les Seldjoukides et l'empire de Nicée, mais Louis lui conseilla de chercher une épouse du côté de l'empire latin de Constantinople. 
Après le sac de Bagdad en 1258 par Houlagou Khan, les routes commerciales commencèrent à passer plus au nord par l'Arménie et par l'empire de Trébizonde. Ce nouvel itinéraire commercial jeta les bases de la future puissance commerciale de Trébizonde, car les marchands de soie passaient maintenant par les côtes de la mer Noire. Comme ses prédécesseurs, Manuel frappe des monnaies à son effigie et certaines furent retrouvées au-delà des frontières de l'empire, en Géorgie notamment. 
Durant son règne, Manuel a reconstruit l'Hagia Sophia, un monastère de Trébizonde, entre 1250 et 1260. Lors de la reprise de Constantinople par l'empire de Nicée en 1261, Michel VIII tenta sans succès d'obliger Manuel à abandonner ses projets de reprise de Constantinople. Manuel Ier se maria trois fois et eut plusieurs enfants.

## Famille
Par son premier mariage avec Anna Xylaloe, une femme noble de Trébizonde, Manuel eut un fils :
- Andronic II, qui lui succéda comme empereur.

Par son second mariage avec la princesse Rusudan, une princesse caucasienne, il eut comme fille :
- Théodora de Trébizonde.

Par son troisième mariage avec Irène Syrikaina, une autre noble de Trébizonde, il eut 4 enfants :
- George, futur empereur de Trébizonde ;
- une fille anonyme qui se maria avec le roi Démétrius II de Géorgie ;
- une autre fille inconnue ;
- Jean II, futur empereur de Trébizonde .